# Shannon Hoon
Richard Shannon Hoon (Lafayette, 26 de setembro de 1967 – Nova Orleães, 21 de outubro de 1995) foi um cantor, compositor, e músico americano. Ele foi o fundador, líder e vocalista da banda Blind Melon.

## Primeiros anos
Hoon nasceu em Lafayette, Indiana, e foi criado com sua meia-irmã, Anna, e meio-irmão, Tim. Ele começou a usar seu nome do meio, Shannon, para evitar ser confundido com seu pai que também se chamava Richard. No ensino médio, Hoon jogava futebol e praticava salto com vara. Suas influências musicais eram Grateful Dead, The Beatles, John Lennon, Bob Dylan e Led Zeppelin. Hoon se formou no ensino médio em 1985. Após a formatura, ele entrou em uma banda chamada Styff Kytten.

## Blind Melon
Aos 18 anos, Hoon se mudou de Indiana para Los Angeles, onde ele conheceu os músicos Brad Smith e Rogers Stevens em uma festa. Eles viram Hoon cantando uma de suas músicas, "Change", e o convidaram para entrarem em sua banda. Eles então conheceram Christopher Thorn e Glen Graham, e resolveram criar uma banda, Blind Melon. Em 1990, eles produziram uma fita e foram contratados pela gravadora Capitol Records. Em Los Angeles, Hoon fez amizade com um amigo de sua irmã, Axl Rose, que o convidou ao estúdio onde ele e sua banda Guns N' Roses estavam gravando seus álbuns Use Your Illusion I e Use Your Illusion II. Hoon cantou nos backing vocals de várias faixas dos discos, incluindo "The Garden" e "Don't Cry". Rose também convidou Hoon para aparecer no clipe de "Don't Cry".
Em 1991, o Blind Melon lançou seu álbum homônimo, produzido por Rick Parashar, que também era produtor do Pearl Jam. A banda saiu em turnê para divulgar o álbum, abrindo shows para bandas como Ozzy Osbourne, Guns N' Roses e Soundgarden em 1992. No verão de 1992, o clipe de "No Rain" foi lançado como single, que conquistou um certificado de multiplatina para banda.
A banda passou os dois anos seguintes em turnê. Em 1992, Hoon foi preso por atentado ao pudor, devido a um incidente em que o mesmo se despiu e urinou em um fã em show em Vancouver. Em 1994, Blind Melon tocou no Woodstock '94. Hoon, alegadamente sob o efeito de LSD, apresentou-se com um vestido de sua namorada.
Após um hiato, Blind Melon retornou ao estúdio em New Orleans, onde gravaram seu segundo álbum, Soup, lançado em 1995.

## Vida pessoal e morte
Em julho de 1995, Hoon e sua namorada, Lisa Crouse, tiveram uma filha chamada Nico Blue. Antes do nascimento de sua filha, Hoon entrou em uma clínica de reabilitação. Em agosto, o Blind Melon planejava sair em turnê para divulgar o segundo álbum, Soup, então Hoon permitiu que um médico acompanhasse a banda na estrada. No entanto, Hoon continuou usando drogas e o médico foi demitido.
Após um show em Houston, Hoon usou drogas a noite inteira. No dia seguinte, em 21 de outubro de 1995, sua banda iria se apresentar em New Orleans. O técnico de som da banda, Owern Orzack, entrou no ônibus de turnê e tentou acordar Hoon para que a banda ensaiasse, no entanto, ele não acordou. A ambulância foi acionada e Hoon foi declarado morto, aos 28 anos de idade. Sua causa de morte foi uma overdose de cocaína. Ele foi enterrado em Dayton, Indiana. Na sua lápide foi inscrito um trecho da primeira canção que Hoon escreveu, "Change":
| “ | I know we can't all stay here forever So I want to write my words on the face of today and they'll paint it (Sei que não podemos todos ficar aqui para sempre Então eu quero escrever essas palavras na face de hoje e eles irão pintá-las) | ” |

Em 12 de novembro de 1996 foi lançado o último álbum do Blind Melon com Hoon nos vocais, Nico, que foi dedicado ao mesmo, e cujo rendimento foi doado à sua filha e a programas voltados para assistir músicos lidando com dependências químicas. A banda também lançou um vídeo, Letters From A Porcupine, que foi indicado ao Grammy Award para Best Music Film em 1997.
Em setembro de 2008 foi publicado o livro A Devil on One Shoulder and an Angel on the Other: The Story of Hannon Hoon and Blind Melon, de Greg Prato. Em 2003, Pearl Jam lançou uma música gravada em 1992, chamada "Bee Girl", escrita por Eddie Vedder, sobre a menina no clipe de "No Rain".

## Discografia
- Blind Melon (1992)
- Soup (1995)
- Nico (1996)